# Promenade Jules-Isaac
La promenade Jules-Isaac est une voie située dans le quartier de la Gare du 13e arrondissement de Paris, en France.

## Situation et accès
Elle représente le terre-plein central, aménagé en rambla, de l'avenue de France, dans le prolongement au sud de la promenade Georgette-Elgey.
La promenade Jules-Isaac est desservie à proximité par la ligne 6 à la station Quai de la Gare.

## Origine du nom
Elle porte le nom de l'historien Jules Isaac (1877-1963), artisan du rapprochement entre juifs et chrétiens, à travers son livre sur l'antijudaïsme chrétien Jésus et Israël en 1948 et la fondation de l'association Amitié judéo-chrétienne de France.

## Historique
La voie est ouverte au milieu des années 1990 dans le cadre de l'aménagement de la ZAC Paris-Rive-Gauche et prend sa dénomination actuelle le 30 janvier 2006.

## Bâtiments remarquables et lieux de mémoire
Tout comme l'avenue de France, la promenade longe la Bibliothèque nationale de France et les lignes de chemin de fer de la gare d'Austerlitz. Elle donne également accès au multiplexe MK2 Bibliothèque.